# Robert S. Kapito

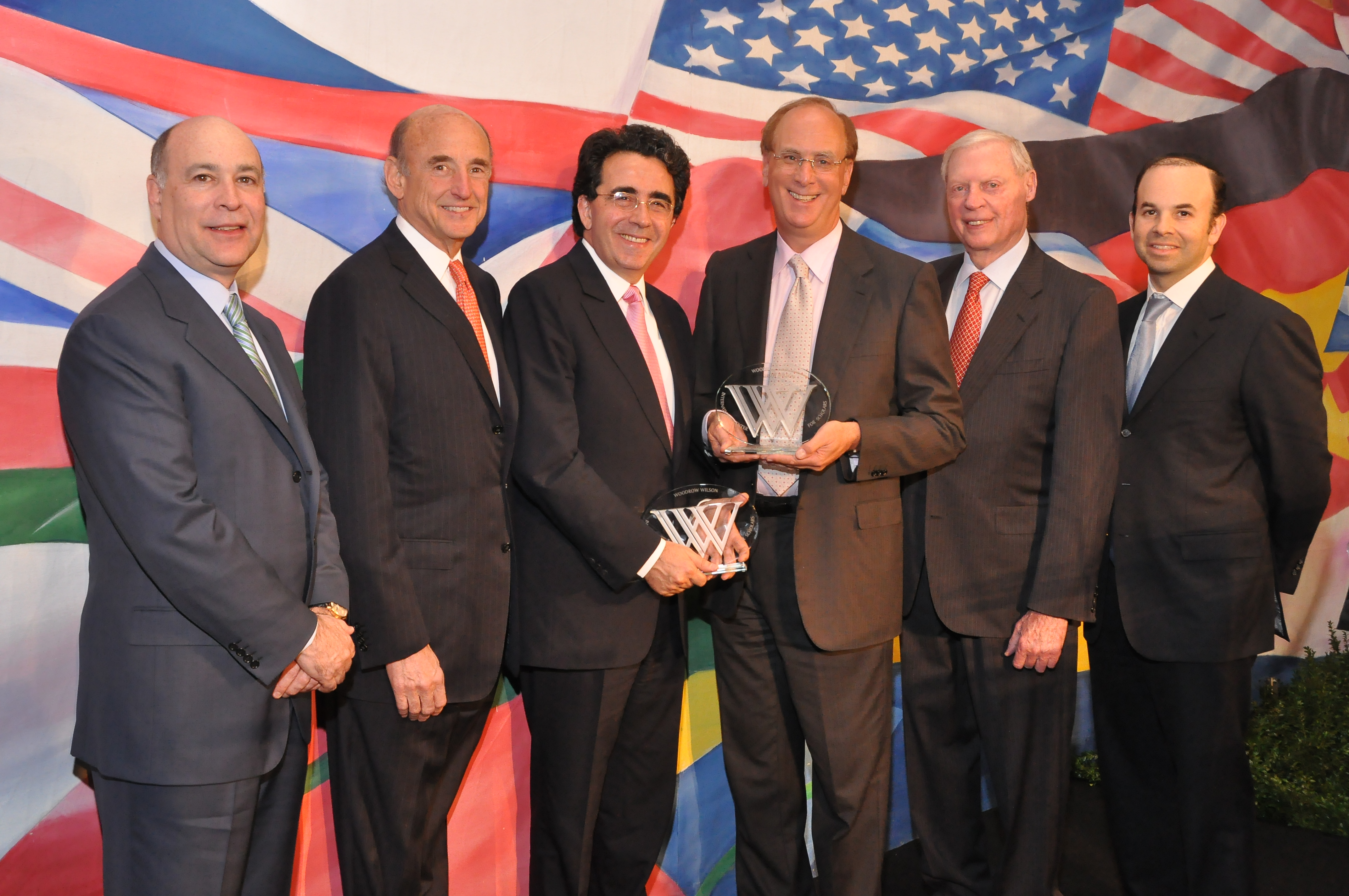
Robert Kapito, con Larry Fink, recibiendo el premio Woodrow Wilson en Nueva York en abril de 2010.

Robert Steven Kapito (8 de febrero de 1957) es un empresario e inversor estadounidense. Es fundador y presidente de BlackRock.

## Biografía
Nacido en el seno de una familia judía, Kapito obtuvo un MBA de la Escuela de Negocios Harvard (Cambridge, Massachusetts) (HBS) en 1983, tras completar un grado BS en Economía en la Escuela de Negocios Wharton (Universidad de Pensilvania). Está casado con Ellen, a la que conoció cuando eran estudiantes en la Universidad de Pensilvania (Nursing).

## Trayectoria
Robert Kapito se unió a First Boston en 1979, después de graduarse en la Escuela de Negocios Wharton de la Universidad de Pensilvania  y haber tenido una breve experiencia en el Departamento de Finanzas de Estados Unidos. Allí conocerá a su socio, Laurence D. Fink. Al principio, trabajaron en el First Boston con productos financieros instrumentales, como la hipoteca-mercado de seguridad respaldada en los Estados Unidos.
Kapito dejó First Boston para completar su grado MBA y regresó a la empresa en 1983 en el Grupo de Productos de la Hipoteca. En 1982, Kapito trabajó como asesor estratégico con Bain & Co. y con dos compañías privadas en Europa. Kapito Finalmente servido en Cabeza de Comercial y Vicepresidente de la hipoteca-Grupo de Productos de seguridad respaldado.
En 1988, Kapito dejó First Boston junto con Laurence D. Fink y fundaron BlackRock, una sociedad próxima al nuevo fondo Blackstone y al banco First Boston, pero con inversiones en empresas no cotizadas. En 1992, BlackRock se distanció de Blackstone y se convierte en una compañía independiente con intereses en la administración inversiones bursátiles, fondos de inversión privada, inmuebles, liquidez y estrategias alternativas. A través de BlackRock Soluciones, por ejemplo, la empresa proporciona administración de riesgo y servicios de inversión de empresa para miles de fondos y empresas bancarias. Robert Kapito es su presidente y director general, así como presidente del Comité Operativo Global. Además es responsable de unidades operativas clave, incluyendo la administración y asesoramiento bursátil, inversión alternativa, riesgos y análisis cuantitativos y BlackRock Soluciones. También es director de iShares Inc.